# 国际经济学商学学生会
国际经济商管学生会（法語：Association Internationale des Étudiants en Sciences Économiques et Commerciales，讀音eye-sek，縮寫：AIESEC）是一非营利國際組織，由17歲以上30岁以下的青年人獨立營運，关注于世界議題、領導力及管理能力等方面。
截止到2012年8月，AIESEC包括来自133个国家和地区的超过100,000位成员。他是世界上最大的学生运营的非營利组织，代表全球超过2400所大学。AIESEC有超过8000个合作企业支持，这些企业参与其中旨在支持青年人的发展，并且能够接触到希望得到个人发展的优秀人才。

## 起源
法國的大學生Erik Malson为召集人，1948年3月，八個來自不同國家的年轻人在斯德哥爾摩召開了第一次的聚會。
他們認為，如果能讓來自不同國家、不同文化背景，在未來將成為關鍵角色的年輕人，有互相交流的機會，來增進人類彼此之間的了解，也許能避免看到因誤解而引發的戰爭再度發生。
他們決定成立一個組織，必須是非政治性，且完全由學生運作的國際組織，他們號召了願意為文化了解及人類發展而努力的大學生。
至此，AIESEC正式成立。

## AIESEC 全球
AIESEC目前有超過80,000個會員，來自2,100所大專院校，134個國家與區域，遍佈全球六大洲。由位於荷蘭鹿特丹的世界總會領導6大發展區，包括亞太地區、中東歐地區、西歐北美地區、非洲地區、伊比利南美地區(西葡語區)和中東北非地區。
AIESEC自1948年成立至今已有60多年的歷史，培育了近10,000,000名優秀國際領導者，其中包含前美國總統克林頓、前日本首相小泉純一郎、前瑞士銀行執行長Peter Wuffli等許多國際領導者皆曾為AIESEC的會員。

## AIESEC 中国大陆区
1994年，在AIESEC亚太地区领导力峰会中提出建立AIESEC中国大陆区。后来，在瑞士、美国、德国、以及日本AIESEC总会的帮助下，AIESEC正式在中国大陆区建立。
1997年和1998年，在北京、上海的几所大学中出现了AIESEC的身影，AIESEC和上海交通大学、北京大学、人民大学以及对外经贸大学开始了合作。
2002年在马耳他举办的AIESEC全球主席大会上宣布：AIESEC中国大陆区正式建立。

## AIESEC国际交流项目
AIESEC国际交流项目，是指国际经济学商管学生会为其成员提供的海外交流项目与机会。包括海外志愿者项目和海外实习项目两类。国际交流分为以下四个类型：
- 管理类实习 – 公司管理，财务，会计，市场营销，项目管理，人力资源等公司实习项目。
- 发展类实习 – 涉及社区发展的广泛议题，通常在非政府组织。
- 技术类实习 – 工程，互联网，软件，数据库等公司实习项目。
- 教育类实习 – 课程开发，授课，教育咨询等教育机构实习项目。

每年，AIESEC为超过60,000学生提供在其他国家生活实习的机会。世界各國的學生會所提供的項目也不同，出國學生需注意自身安全，曾發生前往印度的台灣交流學生劉曜瑋遭遇車禍過世，其家人為紀念其志工實習精神，後來成立基金會扶助在外交流學生出國遇意外急難時後續處境事項。

### 海外实习(GT)
海外实习（Global Talent ，GT）是AIESEC提供的專業实习项目，種類主要為商業類、科技類、教育類，並在2015年開始進行新創類實習項目。

### 海外志工(GV)
海外志工(Global Volunteer)是AIESEC提供的志工交換項目，交換內容種類主要依照聯合國於2016年推出的永續發展目標劃分。

### 青年影響力論壇(YSF)
青年影響力論壇(Youth Speak Forum)為AIESEC所主要舉辦的論壇，主要目的希望可以創造青年的行動跟運動。